# 黑吃黑 (美国电视剧)
《黑吃黑》（英語：Banshee）是一部美国動作电视剧，本剧由強納生·崔普爾和大衛·希克勒開創，艾伦·鲍尔等人负责执行制作，于2013年1月11日起在Cinemax首播。該劇是作為Cinemax開發原創內容的一部分而開發的。2013年1月29日，宣布续订第二季共10集，於2014年1月首播。同月續訂了第三季，於2015年1月首播。2015年2月，該劇續訂了第四季共八集，也是最後一季。最後一集於2016年5月20日播出。

## 简介
一名職業竊賊阴错阳差的当上了班詩镇的警长“盧卡斯·虎德”，这为他做非法的事情提供了便利。而盧卡斯·虎德在来到前女友隱居的小镇前曾经得罪过乌克兰黑帮，他希望黑帮永远都不要找到他之餘還要完成警察該做的正經事。

## 演员
| 角色                                | 演员               | 简介 |
| ----------------------------------- | ------------------ | --- |
| 盧卡斯·虎德（Lucas Hood）           | 安東尼·史達        | 甫出獄的職業竊賊，为寻找前女友来到班詩鎮，却阴错阳差的当上了小镇的警长。“盧卡斯·虎德”只是他所冒充的警长的名字。他本人的真名在剧中并未透漏。行事作風非常火爆粗俗直接硬幹派，很有女人緣，在獄中練得一身打架能力 。                                                              |
| Anastasia Rabitov / Carrie Hopewell | 伊凡娜·米莉塞維奇  | 虎德的前女友，兩人為鴛鴦大盜，黑帮大佬“兔爷”的女儿，本名Ana。为了虎德跟父亲反目。虎德入狱后，Ana化名Carrie和丈夫跟孩子住在班詩鎮。为了保护家人而隐瞒了自己的身世並持續鍛鍊身手以防範父親的追殺。                                                                              |
| Kai Proctor                         | 尤里奇·湯姆森      | 班詩鎮的地头蛇，在当地非常有势力，凡事親力親為，總以禮待人，但心狠手辣且作惡往往不留痕跡，镇上的人对他都十分惧怕。阿米什人，年少時因受不了流氓不斷騷擾族人而破壞了教義出手教訓，被迫离开自己的族群，開始了他的犯罪帝國人生，但仍然心繫著族人不容族人受到侵犯。Rebecca的舅舅。 |
| Sugar Bates                         | 弗兰基·费森        | 曾经的冠军拳击手。退休后在小镇上经营一家酒吧。把酒吧旁的一間昌庫租給虎德居住，也加入虎德他們的行竊行列 |
| Job                                 | 胡李               | 技术高超的电脑骇客。虎德的好友。說話粗俗犀利但举止和穿着都非常的女性化。为了躲避兔爷的追杀炸掉自己的沙龍也来到班詩鎮，喜愛時尚故经常对镇上的乡土风格嗤之以鼻。總跟Sugar抬杠。                                                                                                 |
| Gordon Hopewell                     | 羅斯·布萊克威爾    | 班詩鎮的地方检察官，Carrie的丈夫。海军陆战队的退伍军人。在海湾战争中肩膀受过伤，因此经常要依赖止痛片。在镇长Dan Kendall死后代行镇长职务。 |
| Siobhan Kelly                       | 翠斯提·凱莉·鄧恩   | 班詩鎮警局的女警员，有過一段婚姻，虎德的女友。是为数不多知道虎德真名的人。 |
| Brock Lotus                         | 麥特·瑟威托        | 班詩鎮警局最资深的警员。非常循規蹈矩都按著法規走，因此对新警长虎德在执法时的很多蠻幹作风看不惯並懷疑其身分。有過一段婚姻。 |
| Emmett Yawners                      | 狄米特律斯·葛羅斯  | 班詩鎮警局的非裔警员。在宾州州立大学读书期间曾为橄榄球队的明星球员。为人正直且非常敬业。有一位白人妻子。 |
| Billy Raven                         | 查斯克·史賓塞      | 原印第安保留地Kinaho警署的警员，因不想在警局碌碌無為而申请转职到班詩鎮警局。曾跟Aimee是同事。 |
| Deva Hopewell                       | 萊恩·沙恩          | Carrie的女儿。虽然叛逆，但是非常爱护自己的弟弟。后来得知自己的亲生父亲不是戈登，而是虎德。 |
| Dan Kendall                         | 丹尼爾·羅斯·歐文斯 | 班詩鎮的镇长。年轻而且非常有抱负，一心想要替亡父铲除Kai Proctor的恶势力，因此才會找虎德警長來鎮上。后来意外被Kai炸死。 |
| Rebecca Bowman                      | 莉莉·西蒙斯        | Proctor的外甥女，年轻的阿米什族女孩。外表清纯保守但是内心十分狂野且嚮往世俗生活。因違反阿米什族教義被父母驱逐出阿米什社区后投奔舅舅Proctor，并在Proctor的指导下经营着其手下的犯罪企业。                                                                                       |
| “兔爷”Igor Rabitov                  | 班·克羅斯          | 乌克兰黑帮大佬，人称“兔爷”，Ana(也就是Carrie)的父亲。为人凶狠，为了报复可以六亲不认。 |
| Alex Longshadow                     | 安東尼·瑞維瓦      | 印第安老酋长的儿子。在老酋长去世后继任为新的酋长。一直不满Proctor插手部落的事务而与之成为对手。 |
| Nola Longshadow                     | 奥黛特·安纳布尔    | 印第安老酋长的女儿，Alex的妹妹。功夫非常了得。与父亲关系不好因此常年在外，父亲去世后选择回来扶植哥哥。 |
| Chayton Littlestone                 | 吉諾·席格斯        | 当地Kinaho印第安部落“红骨帮”的老大。人高馬大的巨漢，極度守舊派，为人凶狠且非常仇视所有非部落的人種，認為該奪回以前祖先失去的土地。 |
| Alison Medding                      | 艾芙頓·威廉森      | 助理检察官。在戈登担当镇长后接替Gordon检察官的工作。 |
| Douglas Stowe上校                   | 朗利·柯克伍德      | 海军陆战队Genoa兵营的指挥官。私底下从事着非法交易的勾当。 |
| Clay Burton                         | 馬修·勞奇          | Proctor的副手，不管公司業務還是殺人如同執事般完美精確，是个沒表情的冷血杀手。杀人前会先把眼镜摘下来，善於用繩索勒斃目標。其實是個M。 |
| Kurt Bunker                         | 湯姆·佩爾瑞        | 曾为新纳粹组织“雅利安兄弟会”的一员。后洗心革面而成为班詩鎮镇的警员。 |
| Calvin Bunker                       | 克里斯·柯伊        | Kurt的弟弟，“雅利安兄弟会”的领头。对哥哥加入警队非常不满，称他是叛徒。 |
| Aimee King                          | 梅根·拉斯          | 印第安保留地Kinaho警局的警员。Billy以前的同事。局內少數有幹勁的員警。 |
| Veronica Dawson                     | 伊丽莎·杜什库      | FBI的探员。被华府派到班詩鎮专门调查连环杀人案。曾在做卧底期间染上吸麻的恶习。 |
| Randall Watts                       | 蔡斯·凯利          | “雅利安兄弟会”的老大。Calvin的岳父。 |